# Shibin al-Kawm
Shibin al-Kawm (arabiska: شبين الكوم, Shibīn al-Kawm) är en stad i Nildeltat i norra Egypten cirka 60 kilometer norr om huvudstaden Kairo, och är administrativ huvudort för guvernementet Al-Minufiyya. Folkmängden uppgår till cirka 220 000 invånare.